# Sainte-Marguerite-sur-Mer

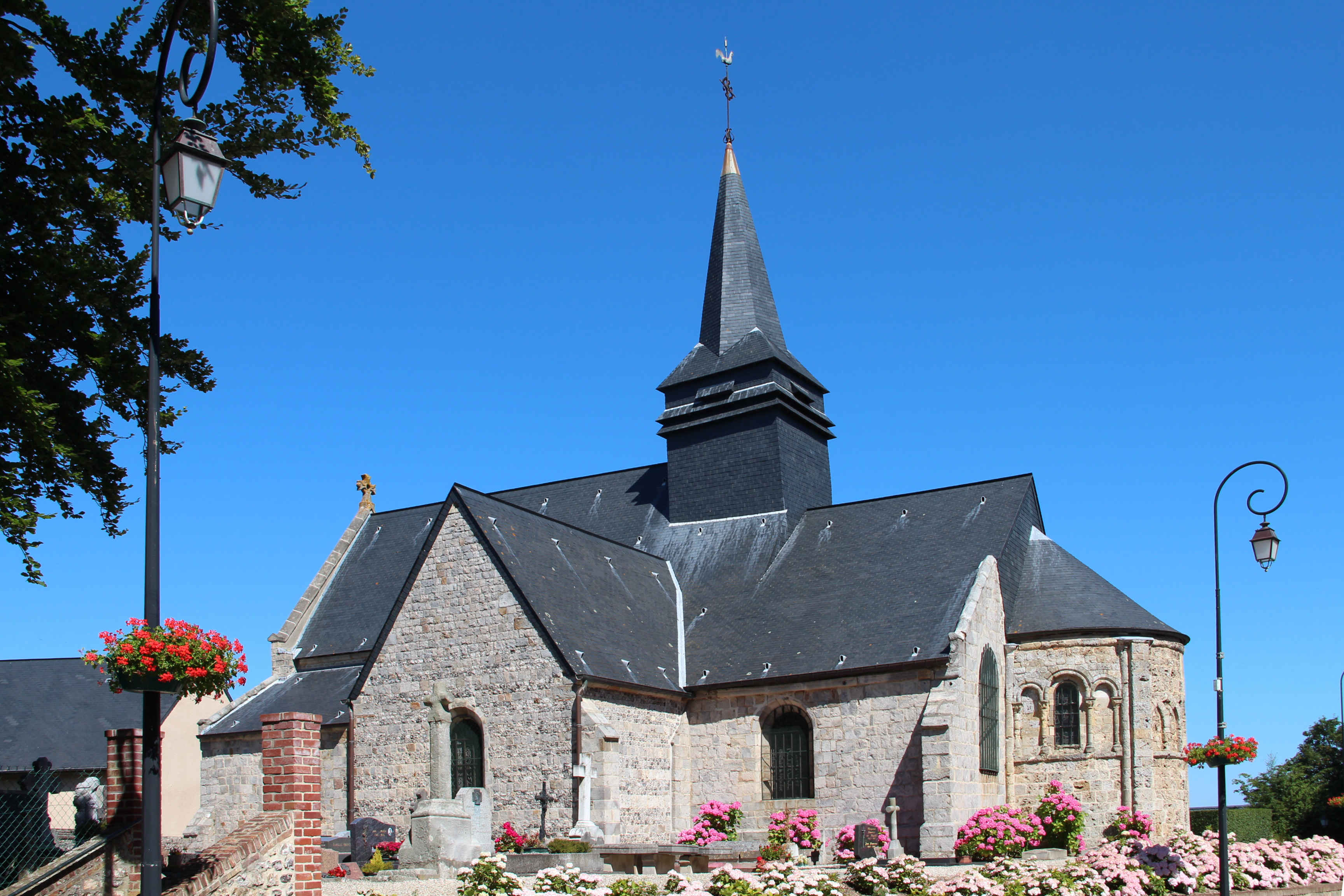
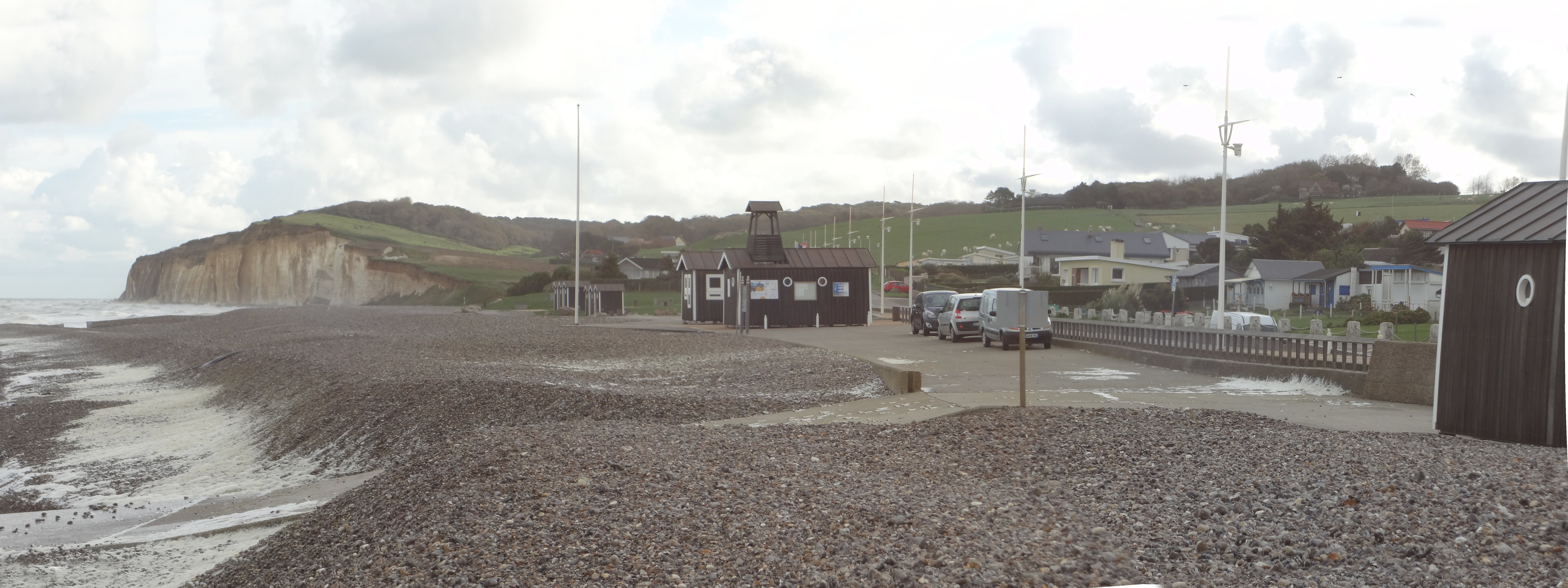

Sainte-Marguerite-sur-Mer – miejscowość i gmina we Francji, w regionie Normandia, w departamencie Sekwana Nadmorska.
Według danych na rok 1990 gminę zamieszkiwało 506 osób, a gęstość zaludnienia wynosiła 94 osoby/km² (wśród 1421 gmin Górnej Normandii Sainte-Marguerite-sur-Mer plasuje się na 450 miejscu pod względem liczby ludności, natomiast pod względem powierzchni na miejscu 658).